# Grad Lobor - Pusti Lobor
Grad Lobor – Pusti Lobor (hrvaško Loborgrad) je nekoč stal na strmem griču 3 km severno od naselja Lobor v Hrvaškem Zagorju na južnem pobočju Ivanščice. V razvaline je bil prepuščen že v 1. polovici 17. stoletja in o njem priča le nekaj ostankov obrambnega zidu.  

## Zgodovina
Grad je prvič omenjen  leta 1244 kot gospoščina, leta 1259 pa že kot trdnjava, ki jo je ogrska kraljica Marija odvzela plemiču Puchnu, sinu Urbana, in jo podarila varaždinskem županu Mihaelu. Na začetku 14. stoletja je kot lastnik trdnjave omenjen Thomas Niger. 27. januarja1399 je ogrski kralj Sigismund Luksemburški grad Lobor skupaj z Zagorsko županijo podelil celjskemu grofu Hermanu II. Celjski grofje in državni knezi ter večkrat hrvaški bani so grad imeli v posesti do 1456. Po smrti Ulrika II. Celjskega je bil grad eno leto v posesti njegove vdove  Katarine Branković. Leta 1457 je grad pridobil v last vojskovodja Celjskih, ki je postal hrvaški ban, Jan Vitovec in njegovi sinovi Jan, Janez in Viljem, od približno leta 1489 je lastnik gradu Jakob Székely, nato od leta 1494 ogrski kralj Matija Korvin, ki ga je leta  1504 podelil Franju Berislaviću. Od leta 1517 je bil lastnik gradu Janos IV. Bánffy, nakar je bil med leti 1525 – 1905 v lasti družine Keglević, ki ga je na začetku 17. stoletja  opustila in se preselila v novi dvorec v Loboru.